# District de Higashitsugaru
Le district de Higashitsugaru (東津軽郡, Higashitsugaru-gun) est un district de la préfecture d'Aomori, au Japon.

## Géographie

### Démographie
Lors du recensement national de 2000, la population du district de Higashitsugaru était de 31 302 habitants répartis sur une superficie de 653 km2.

### Municipalités du district
- Hiranai
- Imabetsu
- Sotogahama
- Yomogita